# 구본식
구본식(具本式, 1958년~)은 LT그룹 회장에 재직 중인 대한민국의 기업인이다

## 경력
- 희성그룹 부회장
- LT그룹 회장

## 가족 관계
- 조부 : 구인회(具仁會)
- 조모 : 허을수(許乙壽)
  - 부 : 구자경(具滋暻)
  - 모 : 하정임
    - 형 : 구본무 전 LG그룹 회장
    - 누나 : 구훤미
    - 형 : 구본능 희성그룹 회장
    - 형 : 구본준 LG그룹 부회장, LG 트윈스 구단주
    - 누나 : 구미정

  - 배우자 : 조경아
    - 자녀 : 구웅모
    - 자녀 : 구자현